# Sorelle De Marchi

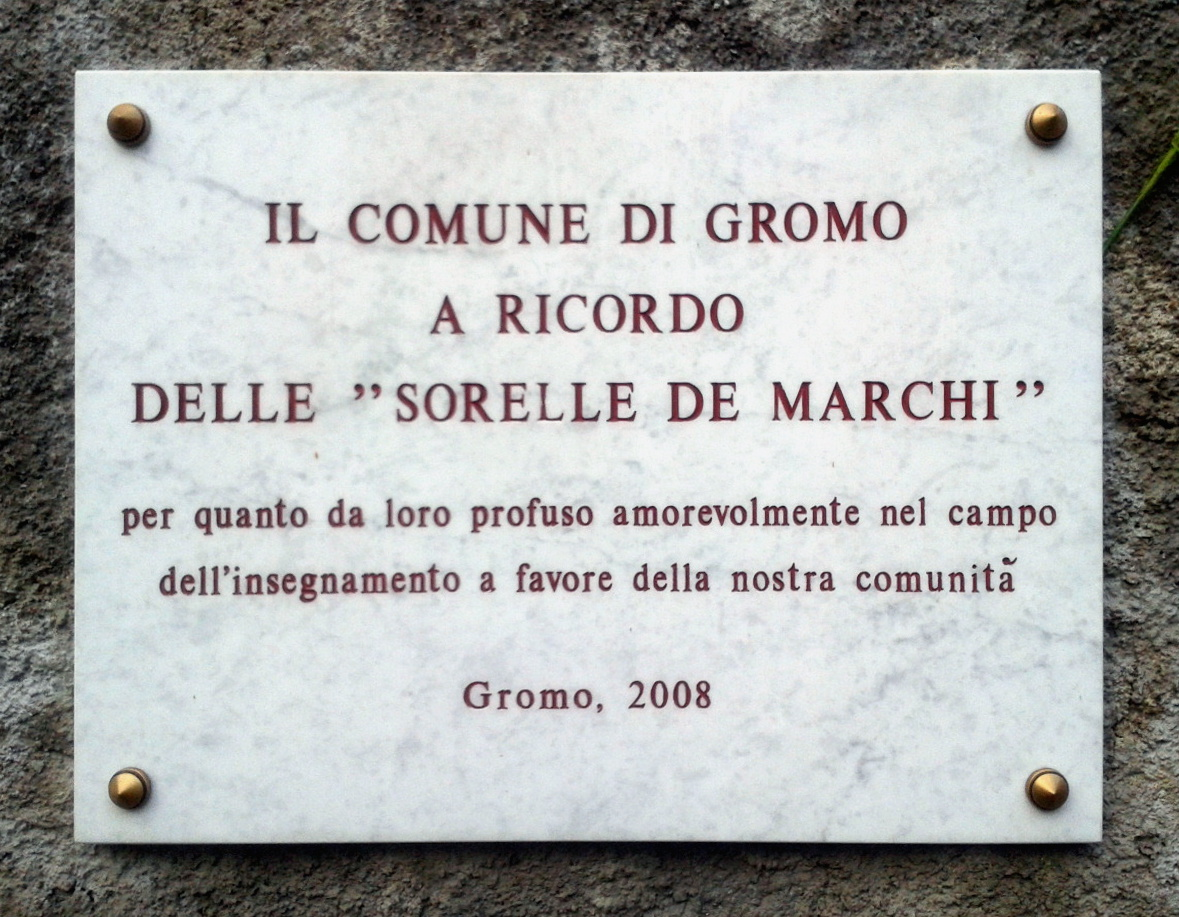
targa commemorativa

Anna De Marchi (Milano, 21 aprile 1902 – Gromo, 12 ottobre 1975), 
Valeria De Marchi (Milano, 13 dicembre 1896 – Gromo, 1º febbraio 1966) e 
Maria De Marchi (Milano, 12 gennaio 1888 – Gromo, 27 novembre 1970) sono state insegnanti italiane.

## Biografia
Figlie di Attilio, fratello di Emilio De Marchi e Angela Milesi, trascorrono la loro infanzia a Milano,dove frequentano le scuole primarie e superiori salendo in Alta Val Seriana a Gromo, paese della madre, durante il periodo delle vacanze scolastiche estive.
Dopo la morte prematura del padre prima, della madre poi, e per sfuggire ai bombardamenti su Milano del secondo conflitto mondiale, tornarono a Gromo dove si stabilirono , e dove qui avrà inizio il loro lungo, lento lavoro di scolarizzazione in alta valle, dove oltre le scuole elementari, fino ai primi anni '60, non era presente altra forma scolastica. 

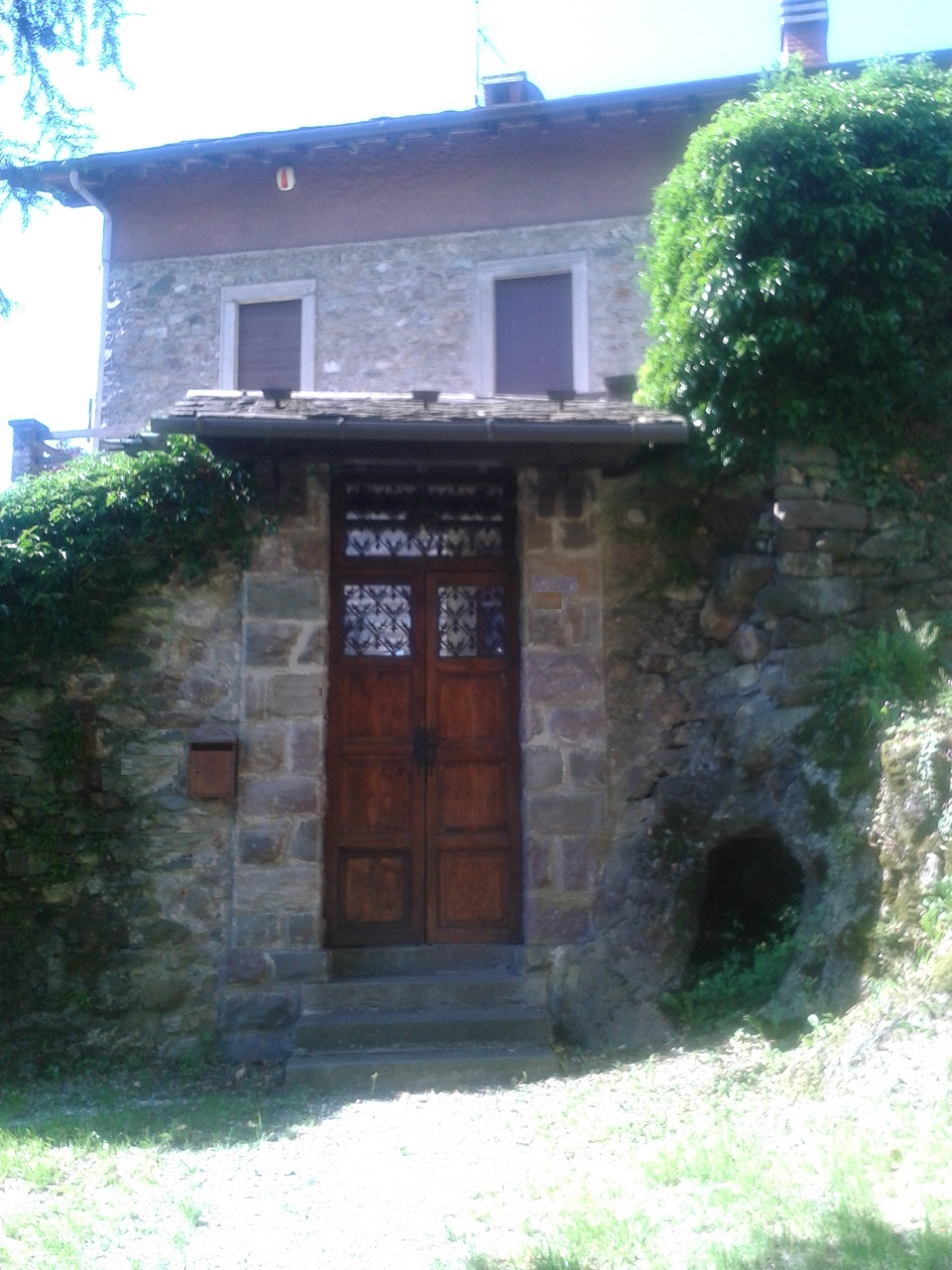
Casa adibita a scuola dalle sorelle De Marchi - Gromo

Mantenendo una vita prettamente privata trasformarono la loro casa nella prima scuola media, e non solo, dell'alta valle dando così la possibilità a tanti ragazzi di Valbondione, Gandellino, Gromo, e Ardesio, di proseguire gli studi superiori.
Misero a disposizione capacità e tempo per le traduzioni e preparazioni dei documenti richiesti dagli emigranti, numerosissimi negli anni '50 e '60 in particolar modo quelli in lingua francese.
Nel 1958 insieme a Filisetti Avv.Licinio e l'ing. Adolfo Ferrari fondano il premio Penna d'Oro, concorso dialettale di poesia bergamasca sotto invito del poeta Giacinto Gambirasio nell'intento di mantenere e valorizzare la cultura del territorio
Diventarono un'istituzione per i paesi della valle tanto che l'Istituto Comprensivo Scolastico di Gromo verrà a loro intitolato così come al padre Attilio la via che conduce all'istituto scolastico, quale segno di riconoscenza alla loro vita dedicata all'insegnamento in un territorio montano, troppo lontano dalle scuole statali.
Nel 2008 l'amministrazione Comunale di Gromo posò una targa commemorativa nel cimitero del paese a loro dedicata.